# Hrvatska na OI 2020.
Hrvatska je nastupala na Olimpijskim igrama 2020. koje su se održavale u Tokiju. Igre su prvotno trebale biti održane od 24. srpnja do 9. kolovoza 2020., no poslije su odgođene zbog pandemije COVID-19 na razdoblje od 23. srpnja do 8. kolovoza 2021. Na ovom izdanju Olimpijskih igara Hrvatsku je predstavljalo 59 sportaša, što je najmanji broj od Olimpijskih igara 1992. održanih u Barceloni.

## Medalje
| Medalja | Ime                               | Sport      | Kategorija           | Datum       |
| ------- | --------------------------------- | ---------- | -------------------- | ----------- |
| 1.      | Matea Jelić                       | Taekwondo  | −67 kg               | 26. srpnja  |
| 1.      | Martin Sinković i Valent Sinković | Veslanje   | Dvojac bez kormilara | 29. srpnja  |
| 1.      | Nikola Mektić i Mate Pavić        | Tenis      | Parovi               | 30. srpnja  |
| 2.      | Marin Čilić i Ivan Dodig          | Tenis      | Parovi               | 30. srpnja  |
| 2.      | Tonči Stipanović                  | Jedrenje   | Laser                | 1. kolovoza |
| 2.      | Tin Srbić                         | Gimnastika | Preča                | 3. kolovoza |
| 2.      | Toni Kanaet                       | Taekwondo  | –80 kg               | 26. srpnja  |
| 2.      | Damir Martin                      | Veslanje   | Samac                | 30. srpnja  |

| Sport      | 1. | 2. | 2. | Sveukupno |
| Gimnastika | 0  | 1  | 0  | 1         |
| Jedrenje   | 0  | 1  | 0  | 1         |
| Taekwondo  | 1  | 0  | 1  | 2         |
| Tenis      | 1  | 1  | 0  | 2         |
| Veslanje   | 1  | 0  | 1  | 2         |
| Sveukupno  | 3  | 3  | 2  | 8         |

| Medalje po datumu | Medalje po datumu | Medalje po datumu | Medalje po datumu | Medalje po datumu | Medalje po datumu |
| ----------------- | ----------------- | ----------------- | ----------------- | ----------------- | ----------------- |
| Datum             | 1.                | 2.                | 2.                | Sveukupno         |                   |
| 26. srpnja        | 1                 | 0                 | 1                 | 2                 |                   |
| 29. srpnja        | 1                 | 0                 | 0                 | 1                 |                   |
| 30. srpnja        | 1                 | 1                 | 1                 | 3                 |                   |
| 1. kolovoza       | 0                 | 1                 | 0                 | 1                 |                   |
| 3. kolovoza       | 0                 | 1                 | 0                 | 1                 |                   |
| Sveukupno         | 3                 | 3                 | 2                 | 8                 |                   |

## Natjecatelji
| Sport        | Muškarci | Žene | Sveukupno |
| ------------ | -------- | ---- | --------- |
| Atletika     | 1        | 6    | 7         |
| Biciklizam   | 1        | 0    | 1         |
| Boks         | 1        | 1    | 2         |
| Gimnastika   | 1        | 1    | 2         |
| Hrvanje      | 2        | 0    | 2         |
| Jedrenje     | 3        | 1    | 4         |
| Judo         | 0        | 3    | 3         |
| Kajak i kanu | 1        | 2    | 3         |
| Karate       | 1        | 0    | 1         |
| Plivanje     | 1        | 1    | 2         |
| Stolni tenis | 3        | 0    | 3         |
| Streljaštvo  | 3        | 1    | 4         |
| Taekwondo    | 2        | 2    | 4         |
| Tenis        | 4        | 2    | 6         |
| Vaterpolo    | 13       | 0    | 13        |
| Veslanje     | 3        | 0    | 3         |
| Sveukupno    | 40       | 20   | 60        |

## Atletika

### Skakačke i bacačke discipline
Muškarci
| Sportaš          | Disciplina | Kvalifikacije | Kvalifikacije | Finale            | Finale            |
| Sportaš          | Disciplina | Rezultat      | Plasman       | Rezultat          | Plasman           |
| ---------------- | ---------- | ------------- | ------------- | ----------------- | ----------------- |
| Filip Mihaljević | kugla      | 20,67         | 15.           | Nije prošao dalje | Nije prošao dalje |

Žene
| Sportašica      | Disciplina | Kvalifikacije | Kvalifikacije | Finale            | Finale            |
| Sportašica      | Disciplina | Rezultat      | Plasman       | Rezultat          | Plasman           |
| --------------- | ---------- | ------------- | ------------- | ----------------- | ----------------- |
| Sara Kolak      | koplje     | Bez plasmana  | –             | Nije prošla dalje | Nije prošla dalje |
| Sandra Perković | disk       | 63,75         | 3.            | 65,01             | 4.                |
| Ana Šimić       | skok u vis | 1,86          | 25            | Nije prošla dalje | Nije prošla dalje |
| Marija Tolj     | disk       | 61,48         | 13.           | Nije prošla dalje | Nije prošla dalje |

### Utrke
| Sportašica          | Disciplina | Finale   | Finale  |
| Sportašica          | Disciplina | Rezultat | Plasman |
| ------------------- | ---------- | -------- | ------- |
| Bojana Bjeljac      | maraton    | 2:39:32  | 53.     |
| Matea Parlov Koštro | maraton    | 2:33:18  | 21.     |

## Biciklizam

### Cesta
| Sportaš     | Disciplina     | Vrijeme | Plasman |
| ----------- | -------------- | ------- | ------- |
| Josip Rumac | cestovna utrka | odustao | odustao |

## Boks
Muškarci
| Sportaš      | Kategorija | 1. kolo            | Šesnaestina finala | Osmina finala      | Polufinale         | Finale             | Finale            |
| Sportaš      | Kategorija | Protivnik Rezultat | Protivnik Rezultat | Protivnik Rezultat | Protivnik Rezultat | Protivnik Rezultat | Plasman           |
| ------------ | ---------- | ------------------ | ------------------ | ------------------ | ------------------ | ------------------ | ----------------- |
| Luka Plantić | do 81 kg   | Al-Hindawi 3:2     | Romero 1:4         | Nije prošao dalje  | Nije prošao dalje  | Nije prošao dalje  | Nije prošao dalje |

Žene
| Sportašica     | Kategorija | 1. kolo            | Šesnaestina finala | Osmina finala      | Polufinale         | Finale             | Finale            |
| Sportašica     | Kategorija | Protivnik Rezultat | Protivnik Rezultat | Protivnik Rezultat | Protivnik Rezultat | Protivnik Rezultat | Plasman           |
| -------------- | ---------- | ------------------ | ------------------ | ------------------ | ------------------ | ------------------ | ----------------- |
| Nikolina Čačić | do 57 kg   | Ramirez 5:0        | Veyre 0:5          | Nije prošla dalje  | Nije prošla dalje  | Nije prošla dalje  | Nije prošla dalje |

## Gimnastika
Muškarci
| Sportaš   | Disciplina | Kvalifikacije | Kvalifikacije | Finale   | Finale  |
| Sportaš   | Disciplina | Rezultat      | Plasman       | Rezultat | Plasman |
| --------- | ---------- | ------------- | ------------- | -------- | ------- |
| Tin Srbić | preča      | 14,633        | 3.            | 14,900   | 2.      |

Žene
| Sportašica | Disciplina | Kvalifikacije | Kvalifikacije | Finale            | Finale            |
| Sportašica | Disciplina | Rezultat      | Plasman       | Rezultat          | Plasman           |
| ---------- | ---------- | ------------- | ------------- | ----------------- | ----------------- |
| Ana Đerek  | greda      | 11,633        | 74.           | Nije prošla dalje | Nije prošla dalje |
| Ana Đerek  | parter     | 12,433        | 58.           | Nije prošla dalje | Nije prošla dalje |

## Hrvanje
Grčko-rimski stil
| Sportaš        | Kategorija | Šesnaestina finala  | Osmina finala      | Polufinale         | Repesaž            | Finale / BM         | Finale / BM |
| Sportaš        | Kategorija | Protivnik Rezultat  | Protivnik Rezultat | Protivnik Rezultat | Protivnik Rezultat | Protivnik Rezultat  | Plasman     |
| -------------- | ---------- | ------------------- | ------------------ | ------------------ | ------------------ | ------------------- | ----------- |
| Božo Starčević | do 77 kg   | Mnacakanjan Pob 3:1 | Geraei Izg 5:5     | Nije prošao dalje  | Nije prošao dalje  | Nije prošao dalje   | 9.          |
| Ivan Huklek    | do 87 kg   | Stefanowicz Pob 5:3 | Asakalov Pob 4:1   | Belenjuk Izg 1:7   | Direktan prolazak  | Datunašvili Izg 1:6 | 5.          |

## Jedrenje
Muškarci
| Sportaš(i)                     | Disciplina | Utrka | Utrka | Utrka | Utrka   | Utrka | Utrka | Utrka | Utrka | Utrka   | Utrka | Utrka            | Utrka            | Utrka            | Ukupni bodovi | Konačni plasman |
| Sportaš(i)                     | Disciplina | 1.    | 2.    | 3.    | 4.      | 5.    | 6.    | 7.    | 8.    | 9.      | 10.   | 11.              | 12.              | Utrka za medalje | Ukupni bodovi | Konačni plasman |
| ------------------------------ | ---------- | ----- | ----- | ----- | ------- | ----- | ----- | ----- | ----- | ------- | ----- | ---------------- | ---------------- | ---------------- | ------------- | --------------- |
| Tonči Stipanović               | Laser      | 15.   | 6.    | 3.    | 22.     | 13.   | 4.    | 5.    | 11.   | 7.      | 10.   | Nije primjenjivo | Nije primjenjivo | 8.               | 82            | 2.              |
| Mihovil Fantela i Šime Fantela | Klasa 49er | 4.    | 14.   | 8.    | 13. STP | 13.   | 6.    | 14.   | 3.    | 20. DIS | 1.    | 10.              | 2.               | 1.               | 106           | 8.              |

Žene
| Sportašica       | Disciplina   | Utrka | Utrka | Utrka | Utrka | Utrka | Utrka | Utrka | Utrka | Utrka | Utrka | Utrka            | Utrka            | Utrka             | Ukupni bodovi | Konačni plasman |
| Sportašica       | Disciplina   | 1.    | 2.    | 3.    | 4.    | 5.    | 6.    | 7.    | 8.    | 9.    | 10.   | 11.              | 12.              | Utrka za medalje  | Ukupni bodovi | Konačni plasman |
| ---------------- | ------------ | ----- | ----- | ----- | ----- | ----- | ----- | ----- | ----- | ----- | ----- | ---------------- | ---------------- | ----------------- | ------------- | --------------- |
| Jelena Vorobjova | Laser Radial | 11.   | 2.    | 13.   | 41.   | 16.   | 15.   | 7.    | 21.   | 18.   | 23.   | Nije primjenjivo | Nije primjenjivo | Nije prošla dalje | 126           | 12.             |

## Judo
| Sportašica    | Kategorija | 1. kolo            | Šesnaestina finala | Osmina finala      | Polufinale         | Repesaž            | Finale / BM        | Finale / BM       |
| Sportašica    | Kategorija | Protivnik Rezultat | Protivnik Rezultat | Protivnik Rezultat | Protivnik Rezultat | Protivnik Rezultat | Protivnik Rezultat | Plasman           |
| ------------- | ---------- | ------------------ | ------------------ | ------------------ | ------------------ | ------------------ | ------------------ | ----------------- |
| Barbara Matić | –70 kg     | Izravan prolazak   | Timo 10:0          | Polleres 0:1       | Nije prošla dalje  | Bellandi 10:0      | Taimazova 0:1      | 4.                |
| Karla Prodan  | –78 kg     | Peković 1:0        | Antomarchi 0:1     | Nije prošla dalje  | Nije prošla dalje  | Nije prošla dalje  | Nije prošla dalje  | Nije prošla dalje |
| Ivana Maranić | +78 kg     | Jablonskytė 0:1    | Nije prošla dalje  | Nije prošla dalje  | Nije prošla dalje  | Nije prošla dalje  | Nije prošla dalje  | Nije prošla dalje |

## Kajak i kanu

### Slalom
| Sportaš        | Disciplina              | Predeliminacijsko kolo | Predeliminacijsko kolo | Predeliminacijsko kolo | Predeliminacijsko kolo | Predeliminacijsko kolo | Predeliminacijsko kolo | Polufinale | Polufinale | Finale            | Finale            |
| Sportaš        | Disciplina              | 1. trka                | Plasman                | 2. trka                | Plasman                | Najbolje               | Plasman                | Vrijeme    | Plasman    | Vrijeme           | Plasman           |
| -------------- | ----------------------- | ---------------------- | ---------------------- | ---------------------- | ---------------------- | ---------------------- | ---------------------- | ---------- | ---------- | ----------------- | ----------------- |
| Matija Marinić | C-1, slalom/divlje vode | 100,33                 | 5.                     | 101,66                 | 5.                     | 100,33                 | 5.                     | 109,94     | 11.        | Nije prošao dalje | Nije prošao dalje |

### Sprint
| Sportašica            | Disciplina                        | Predeliminacijsko kolo | Predeliminacijsko kolo | Osmina finala | Osmina finala | Polufinale        | Polufinale        | Finale            | Finale            |
| Sportašica            | Disciplina                        | Vrijeme                | Plasman                | Vrijeme       | Plasman       | Vrijeme           | Plasman           | Vrijeme           | Plasman           |
| --------------------- | --------------------------------- | ---------------------- | ---------------------- | ------------- | ------------- | ----------------- | ----------------- | ----------------- | ----------------- |
| Vanesa Tot            | C-1/kanu jednoklek, sprint 200 m  | 49,280                 | 6.                     | 48,375        | 5.            | Nije prošla dalje | Nije prošla dalje | Nije prošla dalje | Nije prošla dalje |
| Anamaria Govorčinović | K-1/kajak jednosjed, sprint 200 m | 42,901                 | 3.                     | 43,307        | 3.            | Nije prošla dalje | Nije prošla dalje | Nije prošla dalje | Nije prošla dalje |
| Anamaria Govorčinović | K-1/kajak jednosjed, sprint 500 m | 1:52,015               | 5.                     | 1:53,967      | 4.            | Nije prošla dalje | Nije prošla dalje | Nije prošla dalje | Nije prošla dalje |

## Karate
| Sportaš     | Kategorija | Grupna faza        | Grupna faza        | Grupna faza        | Grupna faza        | Grupna faza | Polufinale         | Finale             | Finale            |
| Sportaš     | Kategorija | Protivnik Rezultat | Protivnik Rezultat | Protivnik Rezultat | Protivnik Rezultat | Plasman     | Protivnik Rezultat | Protivnik Rezultat | Plasman           |
| ----------- | ---------- | ------------------ | ------------------ | ------------------ | ------------------ | ----------- | ------------------ | ------------------ | ----------------- |
| Ivan Kvesić | +75 kg     | Hamedi 3:2         | Ganjzadeh 1:3      | Gaysinsky 1:4      | Irr 3:1            | 3.          | Nije prošao dalje  | Nije prošao dalje  | Nije prošao dalje |

## Plivanje
Muškarci
| Sportaš         | Disciplina     | Kvalifikacije | Kvalifikacije | Polufinale        | Polufinale        | Finale            | Finale            |
| Sportaš         | Disciplina     | Vrijeme       | Plasman       | Vrijeme           | Plasman           | Vrijeme           | Plasman           |
| --------------- | -------------- | ------------- | ------------- | ----------------- | ----------------- | ----------------- | ----------------- |
| Nikola Miljenić | 50 m slobodno  | 22,14         | 19.           | Nije prošao dalje | Nije prošao dalje | Nije prošao dalje | Nije prošao dalje |
| Nikola Miljenić | 100 m slobodno | 49,25         | 28.           | Nije prošao dalje | Nije prošao dalje | Nije prošao dalje | Nije prošao dalje |
| Nikola Miljenić | 100 m leptir   | 52,68         | 40.           | Nije prošao dalje | Nije prošao dalje | Nije prošao dalje | Nije prošao dalje |

Žene
| Sportašica | Disciplina    | Kvalifikacije | Kvalifikacije | Polufinale        | Polufinale        | Finale            | Finale            |
| Sportašica | Disciplina    | Vrijeme       | Plasman       | Vrijeme           | Plasman           | Vrijeme           | Plasman           |
| ---------- | ------------- | ------------- | ------------- | ----------------- | ----------------- | ----------------- | ----------------- |
| Ema Rajić  | 50 m slobodno | 26,49         | 45.           | Nije prošla dalje | Nije prošla dalje | Nije prošla dalje | Nije prošla dalje |
| Ema Rajić  | 100 m prsno   | 1:10,02       | 33.           | Nije prošla dalje | Nije prošla dalje | Nije prošla dalje | Nije prošla dalje |

## Stolni tenis
| Sportaš(i)                                          | Natjecanje  | Predeliminacijsko kolo | 1. kolo            | 2. kolo            | 3. kolo            | Šesnaestina finala | Osmina finala      | Polufinale         | Finale / BM        | Finale / BM       |                   |
| Sportaš(i)                                          | Natjecanje  | Protivnik Rezultat     | Protivnik Rezultat | Protivnik Rezultat | Protivnik Rezultat | Protivnik Rezultat | Protivnik Rezultat | Protivnik Rezultat | Protivnik Rezultat | Plasman           |                   |
| --------------------------------------------------- | ----------- | ---------------------- | ------------------ | ------------------ | ------------------ | ------------------ | ------------------ | ------------------ | ------------------ | ----------------- | ----------------- |
| Andrej Gaćina                                       | pojedinačno | Izravan prolazak       | Fanny 4:0          | Lebesson 0:4       | Nije prošao dalje  | Nije prošao dalje  | Nije prošao dalje  | Nije prošao dalje  | Nije prošao dalje  | Nije prošao dalje | Nije prošao dalje |
| Tomislav Pucar                                      | pojedinačno | Izravan prolazak       | Izravan prolazak   | Tokić 0:4          | Nije prošao dalje  | Nije prošao dalje  | Nije prošao dalje  | Nije prošao dalje  | Nije prošao dalje  | Nije prošao dalje | Nije prošao dalje |
| Andrej Gaćina, Frane Tomislav Kojić, Tomislav Pucar | momčadski   | Nije primjenjivo       | Nije primjenjivo   | Nije primjenjivo   | Nije primjenjivo   | Kineski Taipei 0:3 | Nije prošao dalje  | Nije prošao dalje  | Nije prošao dalje  | Nije prošao dalje |                   |

## Streljaštvo
| Josip Glasnović | trap               | 120   | 22. | Nije prošao dalje | Nije prošao dalje | Nije prošao dalje | Nije prošao dalje |
| Petar Gorša     | zračna puška 10 m  | 626,5 | 16. | Nije prošao dalje | Nije prošao dalje |                   |                   |
| Petar Gorša     | 50 m puška trostav | 1176  | 7.  | 427,2             | 5.                |                   |                   |
| Miran Maričić   | zračna puška 10 m  | 625,0 | 25. | Nije prošao dalje | Nije prošao dalje |                   |                   |
| Miran Maričić   | 50 m puška trostav | 1178  | 5.  | 416,2             | 6.                |                   |                   |

Žene
| Sportašica      | Disciplina         | 1. kvalifikacije | 1. kvalifikacije | Finale            | Finale            |
| Sportašica      | Disciplina         | Bodovi           | Plasman          | Bodovi            | Plasman           |
| --------------- | ------------------ | ---------------- | ---------------- | ----------------- | ----------------- |
| Snježana Pejčić | zračna puška 10 m  | 622,6            | 31.              | Nije prošla dalje | Nije prošla dalje |
| Snježana Pejčić | 50 m puška trostav | 1169             | 10.              | Nije prošla dalje | Nije prošla dalje |

Mješovito
| Sportaši                      | Disciplina        | 1. kvalifikacije | 1. kvalifikacije | 2. kvalifikacije  | 2. kvalifikacije  | Finale            | Finale            |
| Sportaši                      | Disciplina        | Bodovi           | Plasman          | Bodovi            | Plasman           | Bodovi            | Plasman           |
| ----------------------------- | ----------------- | ---------------- | ---------------- | ----------------- | ----------------- | ----------------- | ----------------- |
| Petar Gorša i Snježana Pejčić | zračna puška 10 m | 624,2            | 17.              | Nisu prošli dalje | Nisu prošli dalje | Nisu prošli dalje | Nisu prošli dalje |

## Taekwondo
Muškarci
| Sportaš     | Kategorija | Šesnaestina finala | Osmina finala      | Polufinale         | Repesaž            | Finale / BM        | Finale / BM       |
| Sportaš     | Kategorija | Protivnik Rezultat | Protivnik Rezultat | Protivnik Rezultat | Protivnik Rezultat | Protivnik Rezultat | Plasman           |
| ----------- | ---------- | ------------------ | ------------------ | ------------------ | ------------------ | ------------------ | ----------------- |
| Toni Kanaet | −80 kg     | Martínez 21:15     | Hramcov 0:22       | Nije prošao dalje  | Sawadogo 30:10     | Rafalovič 24:18    | 2.                |
| Ivan Šapina | +80 kg     | Sansores 6:4       | Sun 6:8            | Nije prošao dalje  | Nije prošao dalje  | Nije prošao dalje  | Nije prošao dalje |

Žene
| Sportašica     | Kategorija | Šesnaestina finala | Osmina finala      | Polufinale         | Repesaž            | Finale / BM        | Finale / BM       |
| Sportašica     | Kategorija | Protivnik Rezultat | Protivnik Rezultat | Protivnik Rezultat | Protivnik Rezultat | Protivnik Rezultat | Plasman           |
| -------------- | ---------- | ------------------ | ------------------ | ------------------ | ------------------ | ------------------ | ----------------- |
| Kristina Tomić | −49 kg     | Ramírez 5:25       | Nije prošla dalje  | Nije prošla dalje  | Nije prošla dalje  | Nije prošla dalje  | Nije prošla dalje |
| Matea Jelić    | −67 kg     | Lee 22:2           | Titoneli 30:9      | McPherson 15:4     | Direktan prolazak  | Williams 25:22     | 1.                |

## Tenis
Muškarci
| Sportaš(i)                 | Natjecanje  | 1. kolo                              | 2. kolo                             | Šesnaestina finala                          | Osmina finala                                 | Polufinale                        | Finale / BM                          | Finale / BM       |                   |
| Sportaš(i)                 | Natjecanje  | Protivnik Rezultat                   | Protivnik Rezultat                  | Protivnik Rezultat                          | Protivnik Rezultat                            | Protivnik Rezultat                | Protivnik Rezultat                   | Plasman           |                   |
| -------------------------- | ----------- | ------------------------------------ | ----------------------------------- | ------------------------------------------- | --------------------------------------------- | --------------------------------- | ------------------------------------ | ----------------- | ----------------- |
| Marin Čilić                | pojedinačno | Menezes Pob. 6:7(5:7), 7:5, 7:6(9:7) | Carreño Izg. 7:5, 4:6, 4:6          | Nije prošao dalje                           | Nije prošao dalje                             | Nije prošao dalje                 | Nije prošao dalje                    | Nije prošao dalje | Nije prošao dalje |
| Marin Čilić i Ivan Dodig   | parovi      | Nije primjenjivo                     | Daniel i Nishioka Pob.: 6:2, 6:4    | Ram i Tiafoe Pob. 6:3, 7:5                  | Murray i Salisbury Pob. 4:6, 7:6(7:2), [10:7] | Daniell i Venus Pob. 6:2, 6:2     | Mektić i Pavić Izg. 4:6, 6:3, [6:10] | 2.                |                   |
| Nikola Mektić i Mate Pavić | parovi      | Nije primjenjivo                     | Demoliner i Melo Pob. 7:6(8:6), 6:4 | Musetti i Sonego Pob. 7:5, 6:7(5:7), [10:7] | McLachlan i Nishikori Pob. 6:3, 6:3           | Krajicek i Sandgren Pob. 6:4, 6:4 | Čilić i Dodig Pob. 6:4, 3:6, [10:6]  | 1.                |                   |

Žene
| Sportašica/Sportašice      | Natjecanje  | 1. kolo                        | 2. kolo                           | Šesnaestina finala         | Osmina finala      | Polufinale         | Finale / BM        | Finale / BM       |                   |
| Sportašica/Sportašice      | Natjecanje  | Protivnik Rezultat             | Protivnik Rezultat                | Protivnik Rezultat         | Protivnik Rezultat | Protivnik Rezultat | Protivnik Rezultat | Plasman           |                   |
| -------------------------- | ----------- | ------------------------------ | --------------------------------- | -------------------------- | ------------------ | ------------------ | ------------------ | ----------------- | ----------------- |
| Donna Vekić                | pojedinačno | Garcia Pob. 6:2, 6:7(2:7), 6:3 | Sabalenka Pob. 6:4, 3:6, 7:6(7:3) | Ribakina Izg 6:7(3:7), 4:6 | Nije prošla dalje  | Nije prošla dalje  | Nije prošla dalje  | Nije prošla dalje |                   |
| Darija Jurak i Donna Vekić | parovi      | Nije primjenjivo               | Melichar i Riske Odustale         | Nisu prošle dalje          | Nisu prošle dalje  | Nisu prošle dalje  | Nisu prošle dalje  | Nisu prošle dalje | Nisu prošle dalje |

Mješovito
| Sportaši                  | Natjecanje | Šesnaestina finala                            | Osmina finala      | Polufinale         | Finale / BM        | Finale / BM       |
| Sportaši                  | Natjecanje | Protivnik Rezultat                            | Protivnik Rezultat | Protivnik Rezultat | Protivnik Rezultat | Plasman           |
| ------------------------- | ---------- | --------------------------------------------- | ------------------ | ------------------ | ------------------ | ----------------- |
| Darija Jurak i Ivan Dodig | parovi     | Pavljučenkova i Rubljov Izg. 7:5, 4:6, [9:11] | Nisu prošli dalje  | Nisu prošli dalje  | Nisu prošli dalje  | Nisu prošli dalje |

## Vaterpolo
Hrvatski vaterpolisti izborili su mjesto na Olimpijskim igrama 2020. tako što je pobijedili Rusiju na peterce u kvalifikacijskoj utakmici za treće mjesto.
Sastav
Sastav Hrvatske objavljen je 8. srpnja 2021.
Izbornik: Ivica Tucak
- Marko Bijač (vratar)
- Luka Bukić
- Andro Bušlje (kapetan)
- Loren Fatović
- Xavier García
- Maro Joković
- Luka Lončar
- Marko Macan
- Ivan Marcelić (vratar)
- Lovre Miloš
- Paulo Obradović
- Josip Vrlić
- Ante Vukičević

Grupna faza
| Pol. | Momčad     | Uta. | Pob. | Izj. | Por. | PoG | PrG | GR  | Bod. | Nastavak natjecanja    |
| ---- | ---------- | ---- | ---- | ---- | ---- | --- | --- | --- | ---- | ---------------------- |
| 1.   | Španjolska | 5    | 5    | 0    | 0    | 61  | 31  | +30 | 10   | Plasman u četvrtfinale |
| 2.   | Hrvatska   | 5    | 3    | 0    | 2    | 62  | 46  | +16 | 6    | Plasman u četvrtfinale |
| 3.   | Srbija     | 5    | 3    | 0    | 2    | 70  | 46  | +24 | 6    | Plasman u četvrtfinale |
| 4.   | Crna Gora  | 5    | 2    | 0    | 3    | 54  | 56  | –2  | 4    | Plasman u četvrtfinale |
| 5.   | Australija | 5    | 2    | 0    | 3    | 49  | 60  | –11 | 4    |                        |
| 6.   | Kazahstan  | 5    | 0    | 0    | 5    | 35  | 92  | –57 | 0    |                        |

| 25. srpnja 2021. 19:50 (UTC+9) |                         |              |                                     |
| Hrvatska                       | 23:7 4:1, 6:3, 8:1, 5:2 | Kazahstan    | Tokio Sudac: Dion Willis Frank Ohme |
| Joković 5                      | Izvještaj               | Vuksanović 3 | Tokio Sudac: Dion Willis Frank Ohme |

| 27. srpnja 2021. 19:50 (UTC+9) |                         |           |                                            |
| Australija                     | 11:8 3:3, 2:0, 2:3, 4:2 | Hrvatska  | Tokio Sudac: Frank Ohme Michael Goldenberg |
| Campbell 3                     | izvještaj               | Joković 3 | Tokio Sudac: Frank Ohme Michael Goldenberg |

| 29. srpnja 2021. 15:30 (UTC+9) |                         |              |                                          |
| Hrvatska                       | 13:8 1:1, 6:4, 4:3, 2:0 | Crna Gora    | Tokio Sudac: Arkadij Voevodin György Kun |
| Fatović 3                      | izvještaj               | Tri igrača 2 | Tokio Sudac: Arkadij Voevodin György Kun |

| 31. srpnja 2021. 15:30 (UTC+9) |                          |          |                                               |
| Hrvatska                       | 14:12 5:3, 1:1, 4:4, 4:4 | Srbija   | Tokio Sudac: Michael Goldenberg Michiel Zwart |
| Joković, Obradović 4           | izvještaj                | Jakšić 3 | Tokio Sudac: Michael Goldenberg Michiel Zwart |

| 2. kolovoza 2021. 15:30 (UTC+9) |                        |          |                                            |
| Španjolska                      | 8:4 2:1, 1:0, 4:2, 1:1 | Hrvatska | Tokio Sudac: Georgios Stavridis György Kun |
| Granados 2                      | izvještaj              | Bukić 2  | Tokio Sudac: Georgios Stavridis György Kun |

Osmina finala
| 4. kolovoza 2021. 19:50 (UTC+9) |                          |          |                                            |
| Mađarska                        | 15:11 2:3, 5:2, 4:3, 4:3 | Hrvatska | Tokio Sudac: Sébastien Dervieux Frank Ohme |
| Manhercz 7                      | izvještaj                | Bukić 4  | Tokio Sudac: Sébastien Dervieux Frank Ohme |

Utakmica za 5. – 8. mjesto
| 6. kolovoza 2021. 14:00 (UTC+9) |                          |             |                                           |
| Crna Gora                       | 10:12 0:1, 4:5, 3:3, 3:3 | Hrvatska    | Tokio Sudac: Viktor Salničenko György Kun |
| Ivović 3                        | izvještaj                | Vukičević 3 | Tokio Sudac: Viktor Salničenko György Kun |

Utakmica za 5. mjesto
| 8. kolovoza 2021. 11:00 (UTC+9) |                          |            |                                           |
| Hrvatska                        | 14:11 2:3, 4:2, 4:2, 4:4 | SAD        | Tokio Sudac: Alessandro Severo György Kun |
| Bukić 3                         | izvještaj                | 5 igrača 2 | Tokio Sudac: Alessandro Severo György Kun |

## Veslanje
| Sportaš(i)                        | Disciplina           | Kvalifikacije | Kvalifikacije | Repesaž           | Repesaž           | Četvrtfinale     | Četvrtfinale     | Polufinale | Polufinale | Finale  | Finale  |
| Sportaš(i)                        | Disciplina           | Vrijeme       | Plasman       | Vrijeme           | Plasman           | Vrijeme          | Plasman          | Vrijeme    | Plasman    | Vrijeme | Plasman |
| --------------------------------- | -------------------- | ------------- | ------------- | ----------------- | ----------------- | ---------------- | ---------------- | ---------- | ---------- | ------- | ------- |
| Damir Martin                      | samac                | 7:09,17       | 1.            | Direktan prolazak | Direktan prolazak | 7:17,71          | 1.               | 6:45,27    | 2.         | 6:42,58 | 2.      |
| Martin Sinković i Valent Sinković | dvojac bez kormilara | 6:32,41       | 1.            | Direktan prolazak | Direktan prolazak | Nije primjenjivo | Nije primjenjivo | 6:15,63    | 1.         | 6:15,29 | 1.      |